# Гамма-бисаболен
Гамма-бисаболен (γ-бисаболен) — органическое вещество класса терпенов. Содержится в анисовом масле, бергамотном масле, пихтовом масле и некоторых других эфирных маслах.
Запах, как и родственных ему α- и β-бисаболенов, — сладкий, бальзамический, древесный, благодаря чему используется как парфюмерный компонент. Получение — дегидратацией неролидола.